# Blue Miracle
Blue Miracle (Milagre Azul - BR) é um drama americano de 2021 dirigido por Julio Quintana baseado no roteiro de Quintana e Chris Dowling . O filme é estrelado por Dennis Quaid, Raymond Cruz, Anthony Gonzalez, Jimmy Gonzales, Dana Wheeler-Nicholson, Fernanda Urrejola e Bruce McGill . Foi lançado pela Netflix em 27 de maio de 2021.

## Sinopse
Para salvar seu orfanato, um guardião e as crianças se juntam a um capitão de barco para concorrerem a  prêmio em dinheiro em um torneio de pesca.

## Elenco
- Dennis Quaid como Wade
- Raymond Cruz como Hector
- Anthony Gonzalez como Geco
- Jimmy Gonzales como Omar
- Dana Wheeler-Nicholson como Tricia Bisbee
- Fernanda Urrejola como Becca
- Bruce McGill como Wayne
- Miguel Angel Garcia como Moco

## Produção
As filmagens aconteceram  em La Romana, na República Dominicana, inclusive na Casa de Campo .

## Trilha sonora
O filme contém canções dos álbuns Panorama ( Gawvi ), Sin vergüenza e outros produzidos pela Reach Records .
1. Fight For Me (versão Blue Miracle) - GAWVI feat. Lecrae e Tommy Royale (3:22)
2. La Fiesta - Lecrae e Funky (3:32)
3. Qué Pasó - GAWVI (3:36)
4. Paraíso - 1k Ufa (3:21)
5. Ambiente - WHATUPRG e Tommy Royale (3:12)
6. Quarenta5 - GAWVI feat. Parris Chariz e Tommy Royale (4:03)
7. Mejor - Antonio Redes (3:04)
8. DICEN - GAWVI (3:51)
9. BUSO - Tommy Royale e Angie Rose (3:08)
10. NI AQUI - WHATUPRG (2:44)
11. TRAPCHATA - GAWVI (4:43)

## Recepção
Na revisão agregador site Rotten Tomatoes, o filme mantém um índice de aprovação de 68% com base em 19 comentários, e uma classificação média de 5,9 / 10. No Metacritic, o filme tem uma pontuação média ponderada de 48 em 100 com base em sete críticos, indicando "críticas mistas ou médias".
Benjamin Lee, do The Guardian, deu ao filme 3 de 5 estrelas, dizendo "É o tipo de puxador de cordas antiquado que, quando bem feito, é difícil de resistir, mesmo que saibamos que as cordas estão sendo puxadas, como se estivéssemos cientes do isca, mas impotente para resistir. "